# Cupha wallacei
Cupha wallacei är en fjärilsart som beskrevs av Felder 1867. Cupha wallacei ingår i släktet Cupha och familjen praktfjärilar. Inga underarter finns listade i Catalogue of Life.